# Hyles decolorata
Hyles decolorata är en fjärilsart som beskrevs av Bandermann. 1913. Hyles decolorata ingår i släktet Hyles och familjen svärmare. Inga underarter finns listade i Catalogue of Life.